# SA-CV-22
La SA-CV-22 es una carretera perteneciente a la Red Terciaria de la Diputación Provincial de Salamanca que une la Estación de Ferrocarril de Puerto de Béjar con la carretera  DSA-290 .

## Historia
La carretera  SA-CV-22  era la carretera que unía la Estación de FF.CC. de Puerto de Béjar con la localidad de Lagunilla.
En 2006 al tramo entre Lagunilla, y Peñacaballera se le pasó a denominar  DSA-290 , denominación que también se le daría a la variante de Peñacaballera, que va hasta el acceso a la autovía  A-66 ; quedando la denominación de SA-CV-22 única y exclusivamente para el tramo de la travesía de Peñacaballera y el acceso a la Estación de FF.CC. de Puerto de Béjar.

## Origen y Destino
La carretera  SA-CV-22  tiene su origen en la  Estación de Ferrocarril de Puerto de Béjar  y finaliza en el término municipal de Peñacaballera en la intersección con la carretera  DSA-290 , formando parte de la Red de carreteras de Salamanca.